# Bythotiara drygalskii
Bythotiara drygalskii är en nässeldjursart som beskrevs av Ernst Vanhöffen 1912. Bythotiara drygalskii ingår i släktet Bythotiara och familjen Bythotiaridae.
Artens utbredningsområde är Södra Ishavet. Inga underarter finns listade i Catalogue of Life.